# Procesul judecătorilor

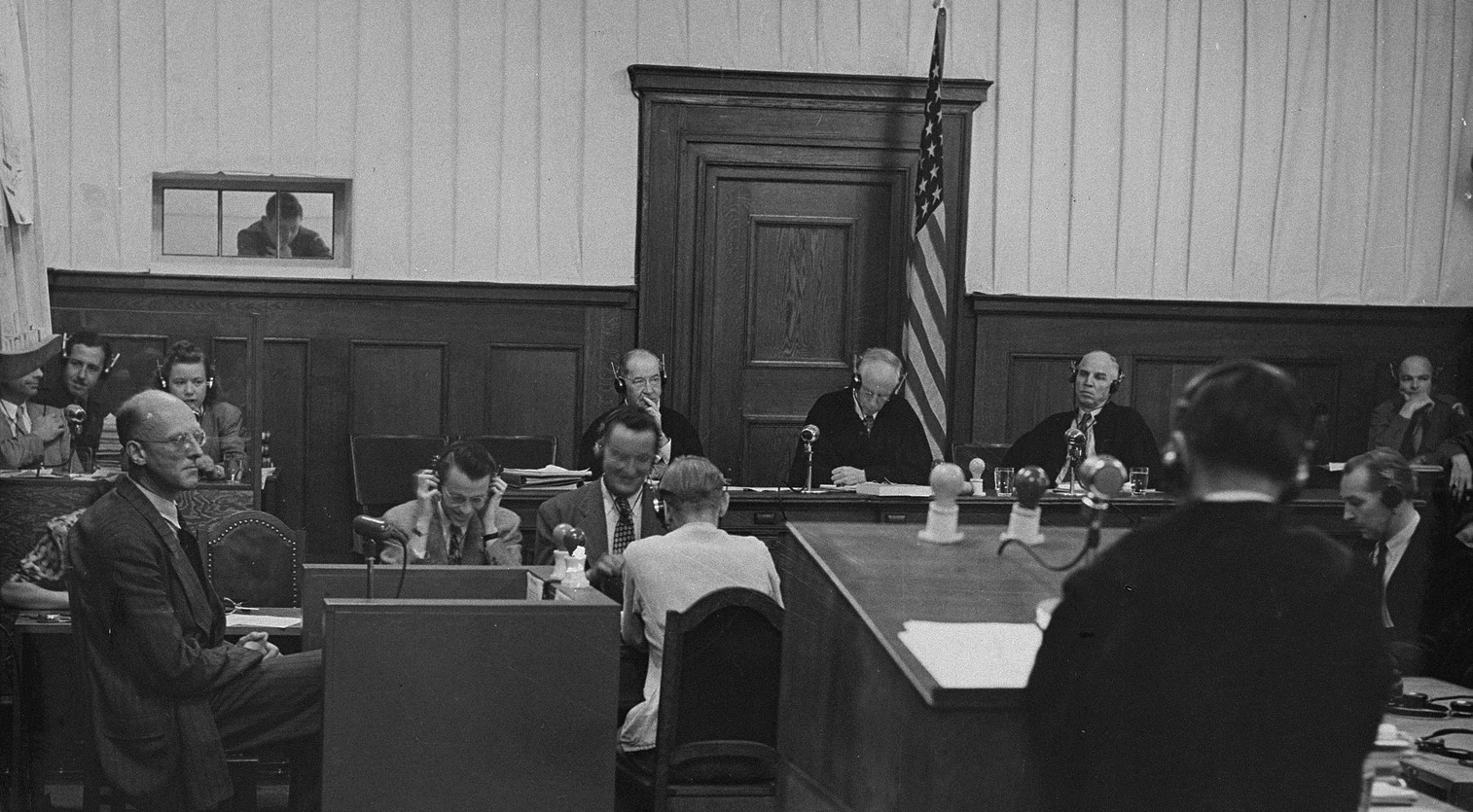
Un martor depune mărturie în procesul Judecătorilor

Procesul Judecătorilor (germană: Juristenprozess sau, în mod oficial, Statele Unite ale Americii vs. Josef Altstötter și alții) a fost al treilea din cele 12 procese de crimă de război pe care autoritățile americane le-au organizat în zona lor de ocupație din Germania, în Nürnberg, după sfârșitul celui de-al doilea război mondial. Aceste douăsprezece procese au fost ținute în fața instanțelor militare americane, nu în fața Tribunalului Militar Internațional, ci au avut loc în aceleași camere la Palatul de Justiție. Cele douăsprezece studii din S.U.A. sunt denumite în mod colectiv "Procesele ulterioare de la Nürnberg" sau, mai formal, ca "Procesele criminalilor de război în fața tribunalelor militare din Nürnberg" (NMT). 
În acest caz, inculpații au fost 16 juriști și avocați germani. Nouă au fost oficiali ai Ministerului Justiției Reich, ceilalți au fost procurori și judecători ai instanțelor speciale și ale instanțelor poporului Germaniei Naziste. Aceștia au fost, printre alții, responsabili pentru punerea în aplicare și promovarea programului "purității rasiale" naziste prin legile eugenice și rasiale. 
Judecătorii din acest caz, care a avut loc la Tribunalul Militar III, au fost Carrington T. Marshall (judecător președinte), fostul șef al Curții Supreme din Ohio; James T. Brand, asociat al Curții Supreme din Oregon; Mallory B. Blair, fost judecător al celei de-a treia Curți de Apel din Texas; și Justin Woodward Harding de la Baroul din statul Ohio, în calitate de judecător supleant. Marshall a trebuit să se pensioneze din cauza bolii pe 19 iunie 1947, moment în care Brand a devenit președinte și Harding un membru cu drepturi depline al tribunalului. Șeful de consilier al procurorului a fost Telford Taylor; adjunctul său a fost Charles M. LaFollette. Rechizitoriul a fost prezentat la 4 ianuarie 1947; procesul a durat între 5 martie și 4 decembrie 1947. Zece inculpați au fost găsiți vinovați; patru au primit sentințe pentru închisoare pe viață și șase au primit sentințe de închisoare de diferite durate. Patru persoane au fost achitate de toate acuzațiile.